# Lake Jackson
Lake Jackson est une ville du comté de Brazoria, dans l’État du Texas, aux États-Unis. Située à environ 16 km des côtes du golfe du Mexique, sur la rive nord du fleuve Brazos, elle fait partie de l'agglomération de Houston dont le centre-ville se trouve à plus de 80 km au nord. Lors du recensement de 2010, la ville comptait 26 849 habitants.
Elle est créée en 1942 pour accueillir les ouvriers de la future usine Dow Chemical Company.
Le maire actuel de la ville est Bob Sipple, élu en 2018.